# Езерская, Агния Семёновна
А́гния Семёновна Езе́рская (в замужестве Езе́рская-Бурле́; сентябрь 1898, Санкт-Петербург, Российская империя — 12 сентября 1970) — советский библиотечный и музейный работник. Первый директор Библиотеки-музея В. В. Маяковского (1937—1960).

## Биография

### Происхождение и семья

Агния с матерью, братом и сестрой; Москва, 1902—1903 годы

Происходила из белорусской мелкопоместной шляхетской семьи из-под Гомеля. Отец Семён Иванович Езерский (1852—1921) — генерал-лейтенант, участник Русско-турецкой и Русско-японской войн. Мать Агнии Езерской умерла в 1922 году.
Единокровный брат Езерской (от первого брака её отца) был офицером Измайловского полка, растратившим казённые деньги. За эту растрату и за связь с Григорием Распутиным отец его проклял. Жизнь единокровный брат закончил в советской тюрьме.
Родной брат Агнии Езерской, Николай Билецкий (псевдоним Павла Семёновича Езерского), окончил Николаевское инженерное училище и принял участие в Первой мировой войне в качестве офицера сапёрных частей. После возвращения с фронта в декабре 1917 года вступил в РКП(б). Участвовал в Гражданской войне на стороне красных, был членом ревкома в Гомеле и редактором «Полесской правды». Расстрелян в во время Стрекопытовского мятежа.
Также у Агнии Езерской были две сестры, одна из которых была её близнецом. Одну из сестёр звали Наталья Семёновна Езерская.

### Детство и юность
Агния Езерская родилась в сентябре 1898 года в Санкт-Петербурге. В 1915 году окончила 8 классов частной женской гимназии. Прослушала и сдала на Бестужевских курсах латынь и после получения аттестата зрелости поступила в Женский медицинский институт.
Весной и летом 1917 года вместе с сестрой в составе студенческой дружины поехала в рязанскую деревню Нелядино, где занималась организацией яслей для грудных детей и дошкольников и прополкой проса и конопли.

### Начало работы и общественной и политической деятельности
В конце 1917 года из-за нехватки в семье средств (пенсии отца в это время хватало на два фунта хлеба) вместе с сестрой бросила учёбу и начала работать секретарём в Центральном аптечном складе Союза городов. После начала национализации частных предприятий и ликвидации Союза городов была переведена в Губздравотдел и направлена в комиссию по национализации петроградских фирм «Штоль и Шмит» и «Русское общество торговли аптекарскими товарами», которые были объединены в Центральный аптекарский склад Губздравотдела. На общем собрании рабочих и служащих склада Езерская была выбрана в члены завкома и с этого времени начала участвовать в общественной и политической жизни города и страны. В июле 1919 года участвовала в ночных обысках и разоружении сторонников Юденича, после чего подала заявление в РКП(б) и была принята на общем собрании без рекомендаций и кандидатского стажа. Во время второго похода Юденича на Петроград добровольно вступила в санитарный отряд Василеостровского райкома РКП(б), с которым выезжала на ближние участки фронта и работала на питательно-перевязочных пунктах на ближних подступах к Петрограду.
В конце декабря 1919 года была назначена заведующей Центральным клубом аптечных работников и избрана секретарём коммунистической ячейки Центрального аптечного склада и депутатом в Петроградский Совет рабочих, крестьянских и красноармейских депутатов. В 1920 году вышла замуж. С 1 января по 1 июля 1920 года была членом Петросовета и занималась обследованием рабочих клубов и школ. Во время Кронштадтского восстания в марте 1921 года занималась срочной доставкой медикаментов и перевязочного материала из Москвы.

### Переезд в Москву
После демобилизации в мае 1921 года мужа Езерской из Красной Армии и направления его на работу в Москву, переехала в Москву вместе с ним и около двух месяцев работала в Центральном комитете Союза Медсантруд. Вскоре после переезда в Москву была направлена на работу в Одессу и получила путёвку в санаторий на Куяльницкий лиман для излечения обнаружившегося тяжёлого заболевания. В результате обострения от грязелечения провела в больницах, санаториях и на домашнем излечении в Одессе около 10 месяцев.
Находясь в Одессе, в августе 1922 года подала заявление в Московский государственный университет и была принята на факультет общественных наук (ФОН). Училась в МГУ 2 года с перерывами из-за беременности и осложнения после родов. Весной 1924 года после смерти ребёнка бросила учёбу и снова начала работать.
В сентябре 1924 года была назначена Московским комитетом РКП(б) заведующей районным клубом в Марьиной Роще.
В декабре 1925 года в результате тяжёлых родов родила дочь. Пять месяцев работала на сокращённом рабочем дне в секции НТР Губотдела текстильщиков. С октября 1926 года в течение пяти с половиной лет работала в «Кабинете деревенского библиотекаря» при центральной городской библиотеке; занималась комплектованием и методическим инструктированием массовых библиотек Московской области, была председателем месткома и членом президиума Губпроса. В 1930 году развелась с мужем.
В марте 1931 года была назначена директором Московской областной библиотеки и одновременно директором областного библиотечного коллектора Мособлоно.
В 1930—1932 годах окончила вечерний коммунистический университет при Институте красной профессуры.

### Директор Библиотеки-музея В. В. Маяковского
В апреле 1937 года была назначена Н. К. Крупской директором Библиотеки-музея В. В. Маяковского, входившей в то время в систему Наркомпроса, и работала в этой должности до выхода на пенсию в октябре 1960 года. С 1948 года по постановлению Совета Министров СССР получала персональный оклад 1700 рублей в месяц.
В 1938 году по настойчивой просьбе Езерской свои воспоминания о Маяковском написала Вероника Полонская — последняя любовная привязанность и единственная свидетельница самоубийства Маяковского.
Маяковед Зиновий Паперный в 1998 году вспоминал о Езерской периода 1950-х годов:
Во главе Дома-Музея стояла Агния Семёновна Езерская, до этого заведовавшая каким-то артиллерийским музеем. В Музей Маяковского она перешла по распоряжению Надежды Константиновны Крупской, занимавшей руководящую должность в Наркомате просвещения. Так что Маяковским Агния Семёновна занималась не по призванию, а по указанию. Была у неё заместительница — серьёзно увлечённая творчеством поэта исследовательница Надежда Васильевна Реформатская. Обе были в то время, о котором я хочу сказать, седые, солидные. У Агнии Семёновны — лицо решительное, властное, не терпящее возражений, у Надежды Васильевны, наоборот, приятный, интеллигентный вид.

И вот Лиля Юрьевна узнаёт, что Агния Семёновна купила для музея рукопись воспоминаний, где весьма неприглядно рисуются Брики как пара, во всем чуждая Маяковскому. Если я не ошибаюсь, автор — художница Елизавета Лавинская, подруга сестры поэта Людмилы Владимировны.

Между тем, директриса приглашает в музей Лилю Брик — поделиться воспоминаниями о Маяковском. Сотрудники слушают в полной тишине, все взволнованы. Но вот Лиля Брик кончила читать вслух свою тетрадь. Все молчат — растроганы услышанным. В глазах у некоторых сотрудниц слёзы. Как говорится, тихий ангел пролетел…

Но тут Лиля Юрьевна, как бы случайно вспомнив, обращается к директрисе:

— Агния Семёновна, хочу вас спросить: зачем Вы покупаете явно лживые, клеветнические мемуары?

— Я знаю, что Вы имеете в виду. Но, уверяю Вас, это находится в закрытом хранении, никто не читает.

Лиля Юрьевна заявляет, отчётливо произнося каждое слово:

— Представьте себе на минуту, Агния Семёновна, что я купила воспоминания о Вас, где утверждалось бы, что Вы — проститутка, но я бы обещала это никому не показывать. Понравилось бы Вам?

Вступает Надежда Васильевна:

— Простите, Лиля Юрьевна, Вы не совсем правы.

— Ах, не права? Или Вы, Надежда Васильевна, воображаете: в воспоминаниях говорилось бы, что Вы…

И Лиля Брик произносит те же слова второй раз. Затем она приветливо прощается со всеми, и мы втроём — с ней и Катаняном, как было условлено, едем к ним домой.

### На пенсии
С выходом на пенсию в 1960 году стала персональным пенсионером союзного значения. Писала мемуары о Надежде Крупской, под началом которой работала, о Николае Островском, с которым дружила, о Вере Мухиной, которую хорошо знала, и о других деятелях культуры. Также писала небольшие статьи с воспоминаниями о Крупской для стенной газеты ЖЭКа.

### Другое
Свободно владела немецким языком, читала по-французски и английски, говорила на финском языке.

### Смерть
Умерла 12 сентября 1970 года после тяжёлой болезни.

## Награды
- Медаль «За оборону Москвы»
- Медаль «За доблестный труд в Великой Отечественной войне 1941—1945 гг.»
- Знак «За отличную работу» от Министерства культуры СССР (1957)